# Hotel Bouchu genannt Esterno
Das Hôtel Bouchu, genannt d’Esterno, ist ein ehemaliges Herrenhaus in Dijon, im französischen Département Côte-d’Or in der Region Bourgogne-Franche-Comté, Frankreich. Das Gebäude wurde von 1641 bis 1643 für Jean Bouchu, den ersten Präsidenten des Parlaments von Dijon, erbaut. Das Hotel ging durch Erbschaften an die Familien de Froulay de Tessé, Richard de Montaugé und d’Esterno über, bevor es 1884 in den Besitz der Stadt Dijon überging.
Seit Oktober 2024 ist es der Sitz der Internationalen Organisation für Rebe und Wein.

## Geschichte
Im Jahr 1640 lebte Jean Bouchu, seit 1638 der erste Präsident von Burgund, in einem Haus hinter der Kirche Saint-Jean. Er begann mehrere angrenzende Grundstücke zu kaufen. Am 22. Juli 1640 erwarb er ein großes Grundstück von Hugues de la Croix.
Im Jahr 1641 starten die Bauarbeiten für der neuen Gebäude. Mehrere Aufträge, die Anfang des Jahres vergeben wurden, bestätigen dies. Jean Braconnier übernimmt als Bauunternehmer die Errichtung der neuen Gebäude. Seit dem Ende des 18. Jahrhunderts wurde das Bauwerk dem Architekten Pierre Le Muet zugeschrieben. Doch Claude Mignot widerspricht dem in seiner Dissertation über diesen Architekten. Agnès Bottés Forschungen über die Stadthäuser von Dijon im 17. Jahrhundert bestätigen diesen Zweifel. Eine neue Hypothese schlägt vor, dass das Hotel ein Gemeinschaftsprojekt der lokalen Unternehmer Jean Braconnier und Guillaume Tabourot sein könnte.
Im Jahr 1644 wurde Jean Bouchu der erste Präsident des Parlaments von Dijon. Das Anwesen diente bis zu seinem Tod im Jahr 1653 als Schauplatz zahlreicher Empfänge. Danach erbte sein ältester Sohn Claude Bouchu de Lessart, Marquis de Sancergues, das Anwesen. Er lebte zusammen mit seiner Frau Louise Guérin dort, bis er dreißig Jahre später starb. Ihr ältester Sohn Étienne-Jean nahm das Erbe an und lebte mit seiner Frau Élisabeth Rouillé du Meslay und ihrer einzigen Tochter Marie-Elisabeth ebenfalls in dem Hotel. Nach dem Tod des Marquis im Jahr 1715 gelangte das Hotel durch die Heirat der Familie de Froulay am 12. April 1706 in deren Besitz. René-Mans de Froulay, Graf von Tessé, ältester Sohn des Marschalls von Frankreich René III. de Froulay de Tessé, übernahm es.
Nachdem seine Frau verstarb und seine Ämter ihn am Hof von König Philipp V. von Spanien forderten, gab der Graf das Gebäude 1733 an Germain Richard de Montaugé ab. Germain überließ es seinem Sohn Charles. Dieser vermachte es seiner ältesten Tochter Anne-Marie Laurence Richard de Montaugé. Sie heiratete am 10. Januar 1805 den Grafen Anne-Ferdinand d’Esterno. Ferdinand-Charles, der einzige Sohn, erbte das Hotel und behielt es bis zu seinem Tod 1883. Er hinterließ keine Nachkommen.
Ein Jahr später übergab man das Hotel an die Stadt Dijon. Diese besitzt es bis heute. In den folgenden Jahren diente das Hotel verschiedenen Zwecken, unter anderem als Mädchengymnasium und Musikkonservatorium. Anfang der 1930er Jahre zog das Hauptquartier des 8. Armeekorps ein und blieb bis zum Jahr 2000. Danach fanden kulturelle Einrichtungen der Stadt und die Vereinigung ICOVIL dort ihren Platz.
Am 12. Juli 2021 entschied der französische Staat, Dijon zur Heimat der Internationalen Organisation für Rebe und Wein (OIC) zu machen. Das Hotel sollte als repräsentatives Gebäude dienen. Bei dieser Gelegenheit renovierten Fachleute das heruntergekommene Gebäude vollständig. Der Architekt für Kulturerbe, Fabien Drubigny, arbeitete in Zusammenarbeit mit dem Büro Bernard Quirot an den Umbauten. Die Arbeiten wurden im Herbst 2024 fertiggestellt.